# Male Rao Holkar
Shrimant Sardar Male Rao Holkar (1745-1767) fou subadar de Malwa, net de Malhar Rao Holkar i fill de Khande Rao Holkar. Com que el seu pare havia mort el 15 de març de 1754 abans que l'avi, va succeir a aquest a la seva mort el 20 de maig de 1766.
Aviat es va veure que estava boig i per sort per l'estat, va morir delirant, sense successió, a Indore, el 5 d'abril de 1767. La seva mare Shrimant Akhand Soubhagyavati Devi Ahilya Bai Sahib Holkar va assolir la regència.